# St. Bernhard (Welver)

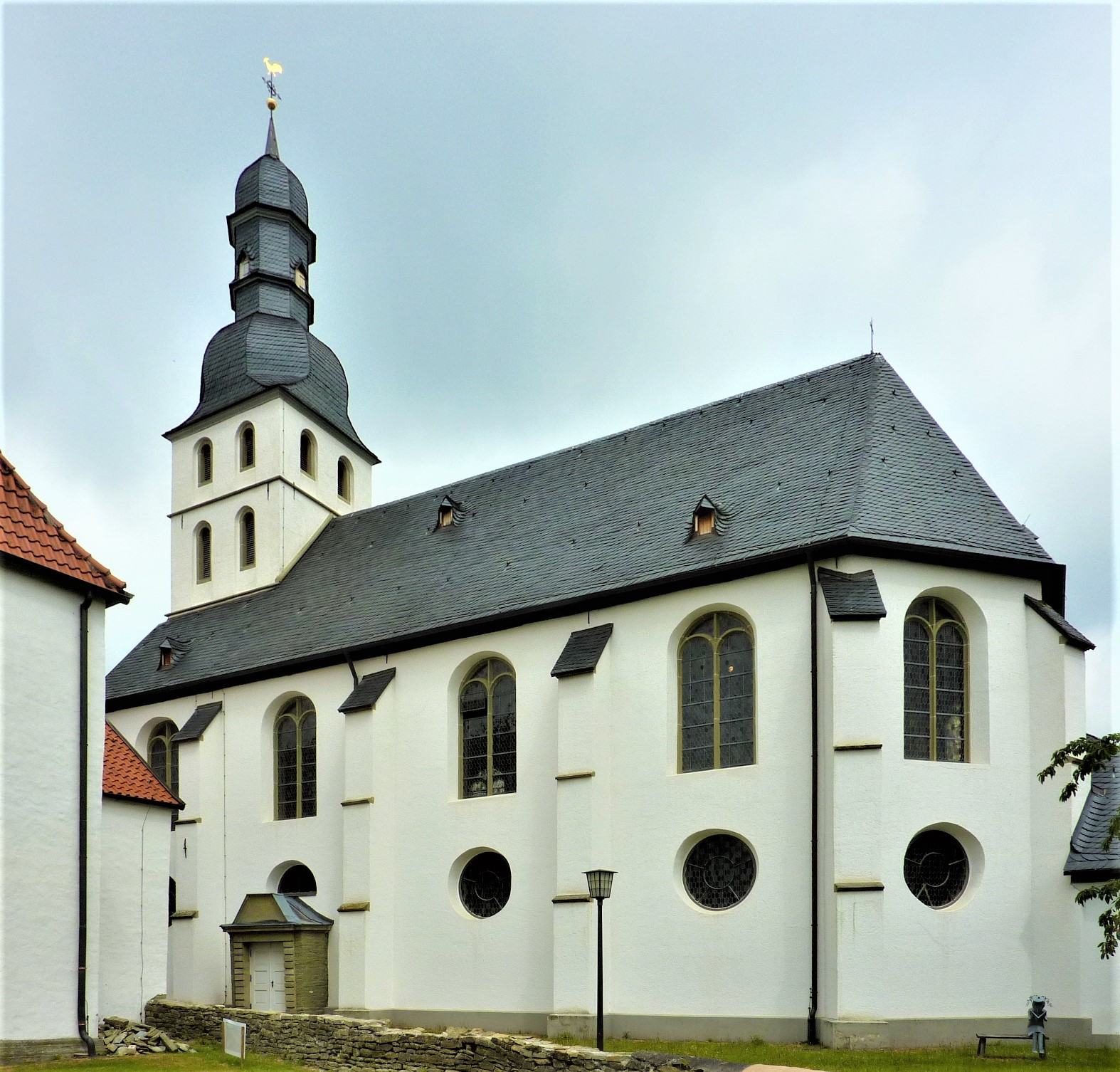
Pfarrkirche St. Bernhard

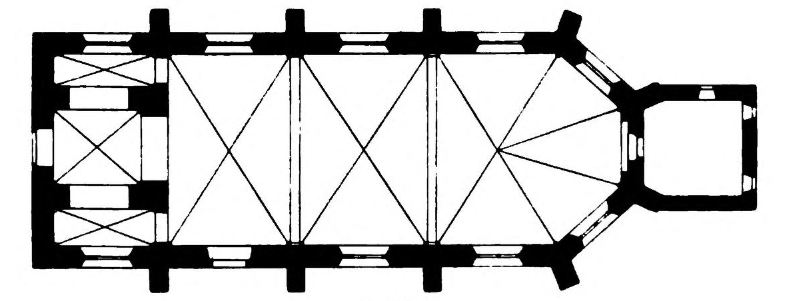
Grundriss 1905

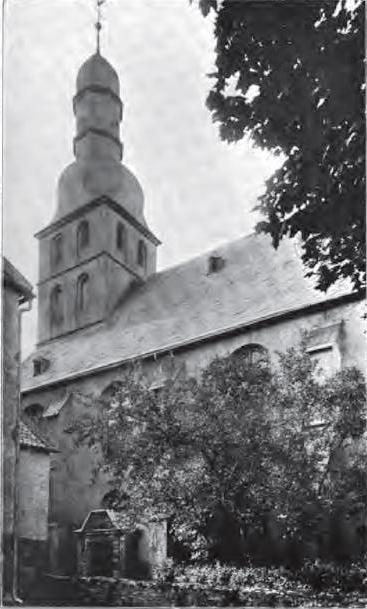
Pfarrkirche St. Bernhard vor 1906

Die katholische Pfarrkirche St. Bernhard ist ein denkmalgeschütztes Kirchengebäude in Welver, einer Gemeinde im Kreis Soest (Nordrhein-Westfalen). Sie wurde um 1700 als Klosterkirche des Zisterzienserinnenklosters Welver errichtet.

## Geschichte und Architektur
Die ehemalige Klosterkirche ist ein verputzter Saal von zwei Jochen mit einem Chor im 5/8-Schluss. Der Westturm unter einer geschweiften Haube ist eingestellt. Das Gebäude wurde von 1697 bis 1707 als Neubau nördlich der alten, nun evangelischen Kirche St. Albanus und Cyriakus errichtet. Die Erhebung zur Pfarrkirche erfolgte 1809.
Die Wände sind durch gestufte Strebepfeiler und Rundbogenfenster über Okuli gegliedert. Das Rundbogenportal an der Nordseite ist vermauert, das Portal an der Südseite besitzt einen Segmentbogen und ist mit Volutenbesatz verziert. Im Innenraum ruhen Kreuzrippengewölbe auf Konsolen. Im westlichen Joch steht die ehemalige Nonnenempore. Der zugemauerte Zugang von der Klausur zur Empore zeigt im Sturz das Wappen der ehemaligen Äbtissin von Aldenbruck und ist mit 1700 bezeichnet.

## Ausstattung
Die reich geschnitzte Barockausstattung wurde 1968 und von 2003 bis 2008 restauriert und dabei die ursprüngliche Fassung freigelegt und ergänzt.

### Hauptaltar
Der Hauptaltar mit gedrehten Säulen und Sprenggiebeln ist mit lebensgroßen Skulpturen von Jesu und Maria, und der Ordensgründer Robert des Molesme, sowie Bernard von Clairvaux ausgestattet. Im Zentrum befindet sich eine gemalte Kreuzigungsszene, im Obergeschoss ein Bild der Dreifaltigkeit. Seitlich vom Tabernakel sind Cherubim-Wächterengel angeordnet. Bekrönt ist der Altar von einer Figur des Erzengels Michael im Kampf mit dem unterlegenen Luzifer. Der Altar wurde wohl in der Werkstatt E. V. Averdunck gebaut.

### Seitenaltar
Der Seitenaltar mit flankierenden Säulen wurde von der Äbtissin Catharina Gertrudis von Bischopinck (1706–1733) gestiftet. Er wurde vermutlich in der Werkstatt Averdunck angefertigt. Entsprechend seiner gegenüber dem Hauptaltar untergeordneten Funktion, wurde er als einfacher Portalaltar ausgeführt. Die seitliche Bildrahmung ist mit Blumengirlanden und einer geschnitzten Stableiste geschmückt. Das Altarbild zeigt eine Darstellung der Maria, auf dem Giebel steht eine Skulptur der Hl. Elisabeth von Thüringen, flankiert von Skulpturen der Äbtissin Gertrund die Große von Hellfta und der Katharina von Alexandrien.

### Kanzel
Die Kanzel ist, ebenso wie die beiden Altäre, an der Unterseite mit 1714 bezeichnet und gehört zur Erstausstattung des Chorraumes. Sie ist an der Wandfläche gegenüber dem Seitenaltar aufgehängt und wird über die mit einer Brüstung versehene Treppe betreten. Die Brüstung ist reich mit Fruchtgehängen und die Spitze des Baldachins mit goldenen Trauben geschmückt. Der Kanzelkorb zeigt die vier Evangelisten, die Spitze des Baldachins über dem Schalldeckel ist mit einer Figur des Johannes d. T. bekrönt.

### Orgel
Die Orgel steht auf der ehemaligen Nonnenempore. Sie wurde alten Lagerbüchern zufolge um 1758 gebaut. Das Instrument wurde 1986 durch die Orgelbauer Gebrüder Stockmann erneuert. Von der ursprünglichen Orgel wurden nur der Orgelprospekt und das historische Manualgehäuse erhalten und von einer Restaurierungsfirma aus Lippstadt neu gefasst. Stockmann entwarf und fertigte das technische Orgelwerk, die Pfeifen, die Tastatur und das Pedalwerk an. Das Pedalwerk wurde farblich an das historische Manualgehäuse angepasst.

### Sonstige Ausstattung
- Die achteckige Taufe in Pokalform mit umlaufenden Lorbeerfries ist aus der Zeit um 1750.
- Die sogenannte Flämische Madonna wurde im 16. Jahrhundert in Öl und Tempera auf Leinwand gemalt.
- Das Gemälde mit der Kreuzigung Christi ist von der ersten Hälfte des 18. Jahrhunderts.
- Die Figur des Hl. Bernhard wurde zu Anfang des 18. Jahrhunderts geschnitzt.
- Die Grabplatten der Äbtissinnen wurden im 18. Jahrhundert angefertigt.
- Die heute kleinste Glocke wurde im 14. Jahrhundert gegossen, sie trägt ein Stromberger Pilgerzeichen und erklingt in a″. 2005 goss die Glockengießerei Eijsbouts in Asten vier neue Bronzeglocken mit den Tönen cis′, e′, gis′ und fis″.